# Bolesław Iżewski
Bolesław Iżewski (ur. 30 stycznia 1890 w Olejowej, zm. 1940 w Twerze) – podinspektor Policji Państwowej, jedna z ofiar zbrodni katyńskiej.

## Życiorys
Syn Wincentego i Antoniny z Rawskich. Od 1 czerwca 1919 roku do 30 listopada 1919 roku w Wojsku Polskim. Od 1 grudnia 1919 roku w Policji Państwowej. Służbę pełnił m.in. w Tarnopolu (1924–1929), Toruniu (1929–1930) i Warszawie (1930–1936). Od 6 października 1936 roku do września 1939 roku oficer inspekcyjny Komendy Wojewódzkiej Policji w Brześciu nad Bugiem.
Po agresji ZSRR na Polskę w 1939 roku znalazł się w niewoli radzieckiej w specjalnym obozie NKWD w Ostaszkowie. Zamordowany przez NKWD wiosną 1940 roku jako jedna z ofiar zbrodni katyńskiej. Pochowany na Polskim Cmentarzu Wojennym w Miednoje

## Awans pośmiertny
4 października 2007 roku Bolesław Iżewski został pośmiertnie awansowany na stopień inspektora Policji Państwowej.

## Ordery i odznaczenia
- Srebrny Krzyż Zasługi (13 grudnia 1928)[4]
- Brązowy Krzyż Zasługi
- Medal Dziesięciolecia Odzyskanej Niepodległości
- Srebrny Medal za Długoletnią Służbę
- Brązowy Medal za Długoletnią Służbę
- Krzyż Srebrny Orderu Wojskowego Virtuti Militari (pośmiertnie, 11 listopada 1976)[5]
- Krzyż Kampanii Wrześniowej 1939 r. (pośmiertnie, 1 stycznia 1986)[6]